# Eldon Hoke

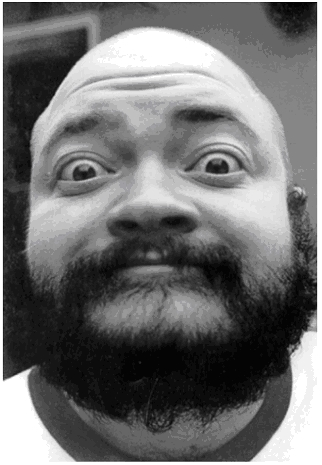
Eldon Hoke (okänt år)

Eldon Hoke (smeknamn: El Duce), född 24 mars 1958 i Seattle, Washington, död 19 april 1997 i Riverside, Kalifornien, var en amerikansk musiker. Han är främst känd som trummis och sångare i The Mentors.
Det finns teorier som gör gällande att Eldon Hoke låg bakom Kurt Cobains död. Han ska ha blivit erbjuden pengar av Courtney Love för att utföra mordet, men låtit bli. Han ska i stället ha hänvisat Courtney till en annan man. Detta enligt dokumentären Kurt and Courtney av Nick Broomfield. Eldon Hoke dog ett par dagar efter att han blivit intervjuad av Nick Broomfield, och sägs ha snubblat framför ett tåg.